# Volcà de Fontpobra
El Volcà de Fontpobra és un volcà situat al municipi de Sant Feliu de Pallerols, a la comarca catalana de la Garrotxa.